# 거가대교
거가대교(巨加大橋)는 부산광역시 강서구 천성동에서 가덕도와 죽도, 저도를 거쳐 거제시 장목면을 잇는 교량터널이다. 2010년 12월 13일에 개통되었으며, 총길이 3.5km의 2개의 사장교와 3.7km의 침매터널, 총길이 1km의 2개의 육상터널로 이루어져 총 길이는 8.2km에 달한다. 도시고속화도로인 거가대로(부산광역시도 제17호선)를 구성한다. 거가대교를 포함한 거가대로 개통으로 부산~거제(부산 사상시외버스터미널~거제 고현터미널) 간 통행거리는 기존 140km에서 60km로, 통행시간은 기존 130분에서 50분으로 단축되었다.

## 연혁
- 1994년 : 김영삼 대통령 당시 공약으로 사업계획 실시, 사업명 '거제~부산 간 연결도로'
- 2004년 12월 10일 : 착공
- 2010년 12월 13일 : 거가대교 개통식
- 2010년 12월 14일 : 일반에 대해 무료통행 개시
- 2011년 1월 1일 : 통행료 징수 개시[3][4]
- 2020년 1월 1일 : 대형차량 통행료를 기존 25,000원에서 20,000원으로, 특대형차량 통행료를 기존 30,000원에서 25,000원으로 인하[5]

## 개요
부산광역시 강서구 천성동 가덕도에서 경상남도 거제시 장목면 유호리 구간을 연결한다. 이로써 광역도로망이 구축되어, 동남광역권의 산업, 항만, 물류를 담당하게 되며, 거리는 140km에서 60km로 줄고, 시간은 1시간 30분이 걸리던 연결거리를 40분 내로 단축 연결함으로써 물류비용을 절감할 수 있다. 통영대전고속도로, 중앙고속도로, 부산대구고속도로 등과 연결되어 기존의 남해고속도로와 경부고속도로의 교통량이 분산될 것으로 기대된다. 거가대교의 개통으로, 부산과 거제는 하나의 생활권으로 묶이게 되었다. 뿐만 아니라 통영과 고성을 포함한 10개 지역(인구 673만명)이 부산광역경제권에 묶이게 되었다.

### 착공 및 완공
총사업비는 1조 4,469억원이며, 국고 지원은 28%에 민간자본 72%가 투입되었다. 2004년 12월에 착공되었으며, 2010년 12월 13일 오후 2시에 개통식을 하였고 차량 통행은 다음날인 12월 14일 오전 6시부터 가능해졌다.

### 시공사
민간투자사업이었던 거가대교 건설사업에는 다음과 같은 업체가 참여하였다.
- 대우건설(43.45%)
- 대림산업(21.3%)
- 두산건설(13.6%)
- SK건설(8.0%)
- 고려개발(5.7%)
- 한일건설(5.3%)
- 원하종합건설(1.5%)
- 한국도로관리(주)(1.15%)

### 구성
대한민국 최초로 침매터널(Immersed Tunnel, 오차 ≤4 cm)과 2주탑과 3주탑이 연속된 사장교이다. 왕복 4차로에 총 길이는 8.204km로, 사장교 3.5 km, 침매터널 3.7 km, 육상터널 1km로 구성되어 있다.

## 논란

### 통행료
거가대교 개통 이전인 2010년 11월 25일에 거가대교 건설조합과 GK해상대교 측은 거가대교 통행료를 승용차를 기준으로 10,770원으로 해 논란이 일어나기 시작하였다. 11월 30일에 통행료를 770원을 인하해 10,000원으로 책정하였지만 이런 극소폭 인하에 대해 지역 주민들이 반발을 해 감사원에 감사를 청구하였다. 또한 거가대교보다 4 km 이상 긴 12.3 km 인천대교의 통행료에 비해 배 가까이 비싸며, 국내 유료 도로 가운데서도 가장 비쌀 뿐만 아니라 민자도로 중에서 서울양양고속도로의 덕소삼패 나들목 ~ 춘천 분기점 구간과 인천대교의 운영기간은 30년인데 비해 거가대교는 40년이 되어 큰 논란이 되고 있다.
2010년 12월 14일부터 2010년 12월 31일까지는 무료로 이용할 수 있었고, 통행료는 2011년 1월 1일부터 징수하기 시작하였다. 요금은 계획대로 10,000원 (소형차 기준)이다. 장애인 차량은 2,900원이다.

### 가드레일
창원시에서는 도로 미관을 위하여 불모산터널에 경관 가드레일, 즉 일반 가드레일보다 좀 더 아름다운 가드레일 설치를 승인하였는데, 이 경관 가드레일은 일반 가드레일보다 강도도 약하였으며, 설치비도 훨씬 더 많이 들어 예산 낭비로 지적받기도 하였다.
감사원은 2012년 3월 이 가드레일이 국토해양부의 기준을 만족하지 않는다며 경상남도와 감리단등에 통보하였다. 자동차전용도로의 경우 가드레일의 성능이 14톤 차량이 시속 65km로 비스듬히 충격하였을때도 견딜 수 있는 5등급 이상이 되어야 하는데 이 경관 가드레일은 이보다 낮은 3등급이라는 것이다. 경상남도는 경관만이 아니라 현장의 도로구조 등도 반영해 설치하였다며 감사원에 이의를 신청할 방침을 밝혔다.
그런데 이 가드레일은 거가대교에도 설치되었다고 한다. 이 가드레일은 불모산터널과 거가대교 모두 경남도 요구로 설치되었는데, 거가대교의 경남도 연결부분에만 해당 가드레일이 설치된 것이 이를 증명한다.

## 주의
거가대교의 두 다리 사이는 백로 서식지라 경적 사용이 금지된다.

## 통행료
2020년 1월 1일 기준이다. 통행료는 2050년 12월 31일까지 징수할 예정이다.
| 구분                                      | 통행료 |
| ----------------------------------------- | ------ |
| 경차 (1,000cc 미만)                       | 5,000  |
| 소형(2축, 윤폭 279.4mm 이하)              | 10,000 |
| 중형(2축, 윤폭 279.4mm 초과 1,800mm 이하) | 15,000 |
| 대형(2축, 윤폭 1,800mm 초과)              | 20,000 |
| 특대형(3축 이상)                          | 25,000 |

## 관련 TV 프로그램
- EBS 《극한 직업》 거가대교 건설현장 (2008년 4월 2일 ~ 4월 3일)
- EBS 《다큐프라임-원더풀사이언스》 세계신기록 5개의 첨단 건설공학 거가대교! (2009년 11월 19일)
- KBS 《다큐멘터리 3일》 바다를 달리다 - 부산~거제간 연결도로 3일 (2010년 4월 18일)

## 같이 보기
- 거가대로
- 도쿄만 아쿠아라인
- 체서피크 베이 브리지 터널(CBBT, en:Chesapeake Bay Bridge-Tunnel)
- 보령해저터널

## 갤러리

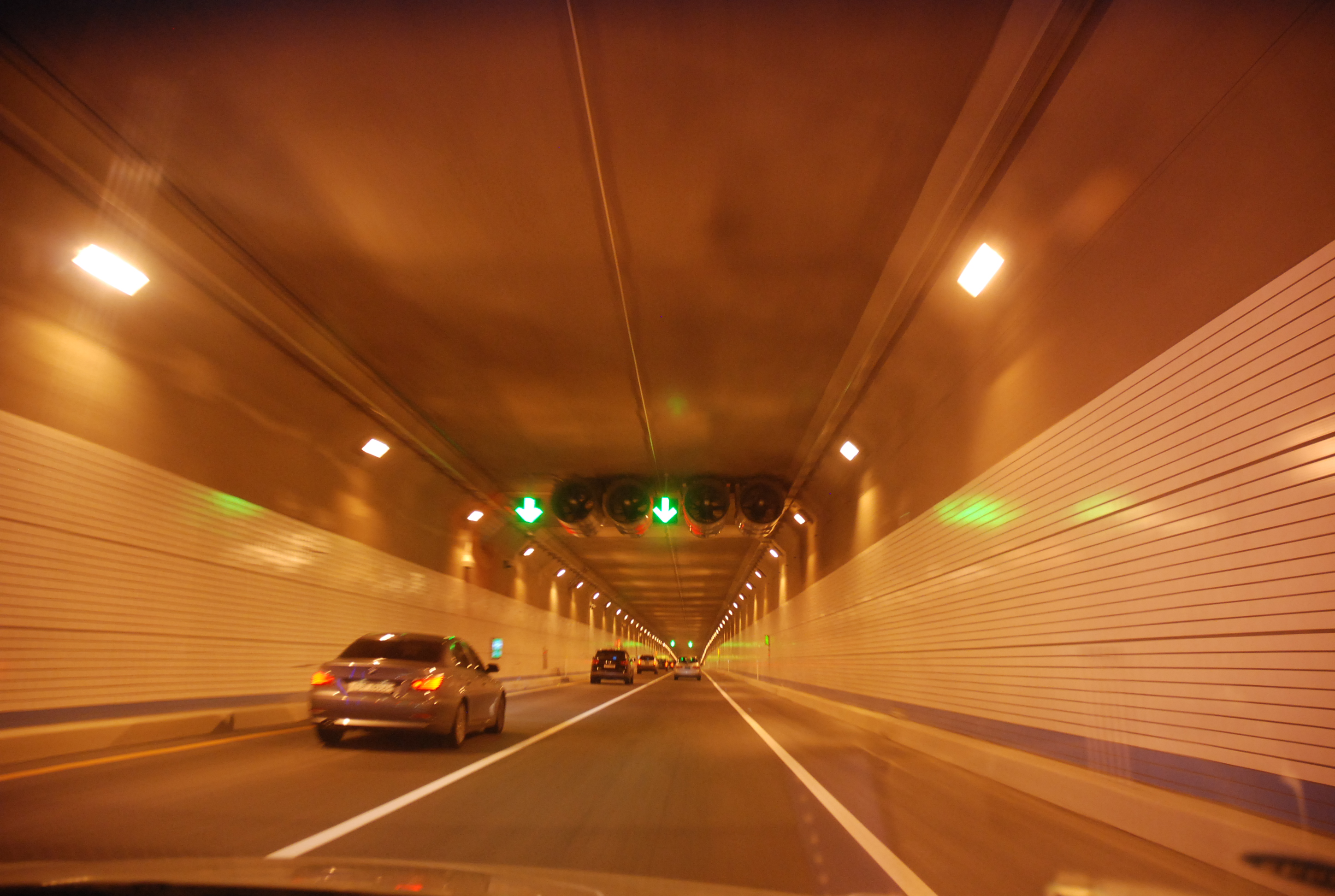
거가대교 가덕해저터널
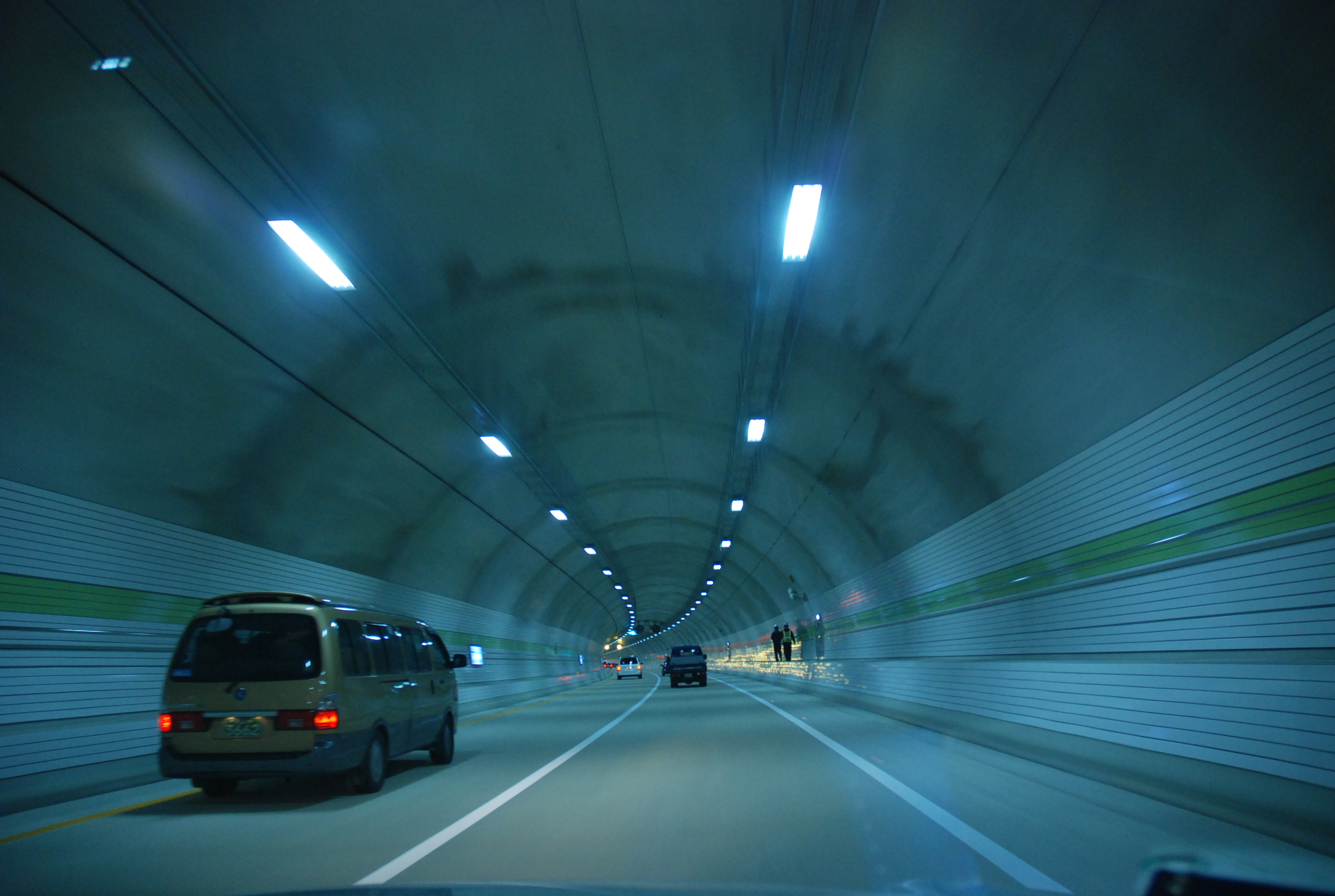
거가대교 육상터널
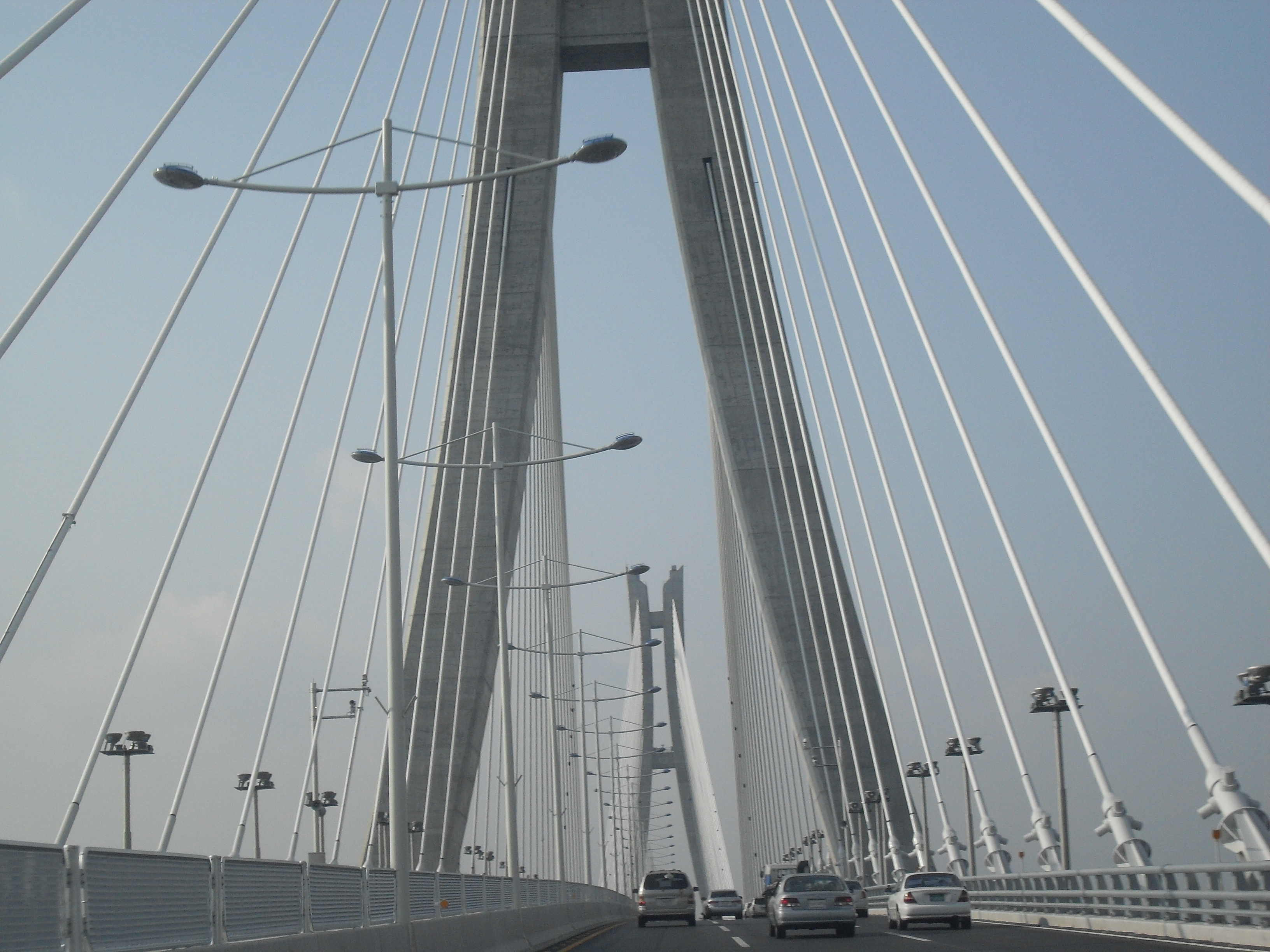
거가대교 주탑
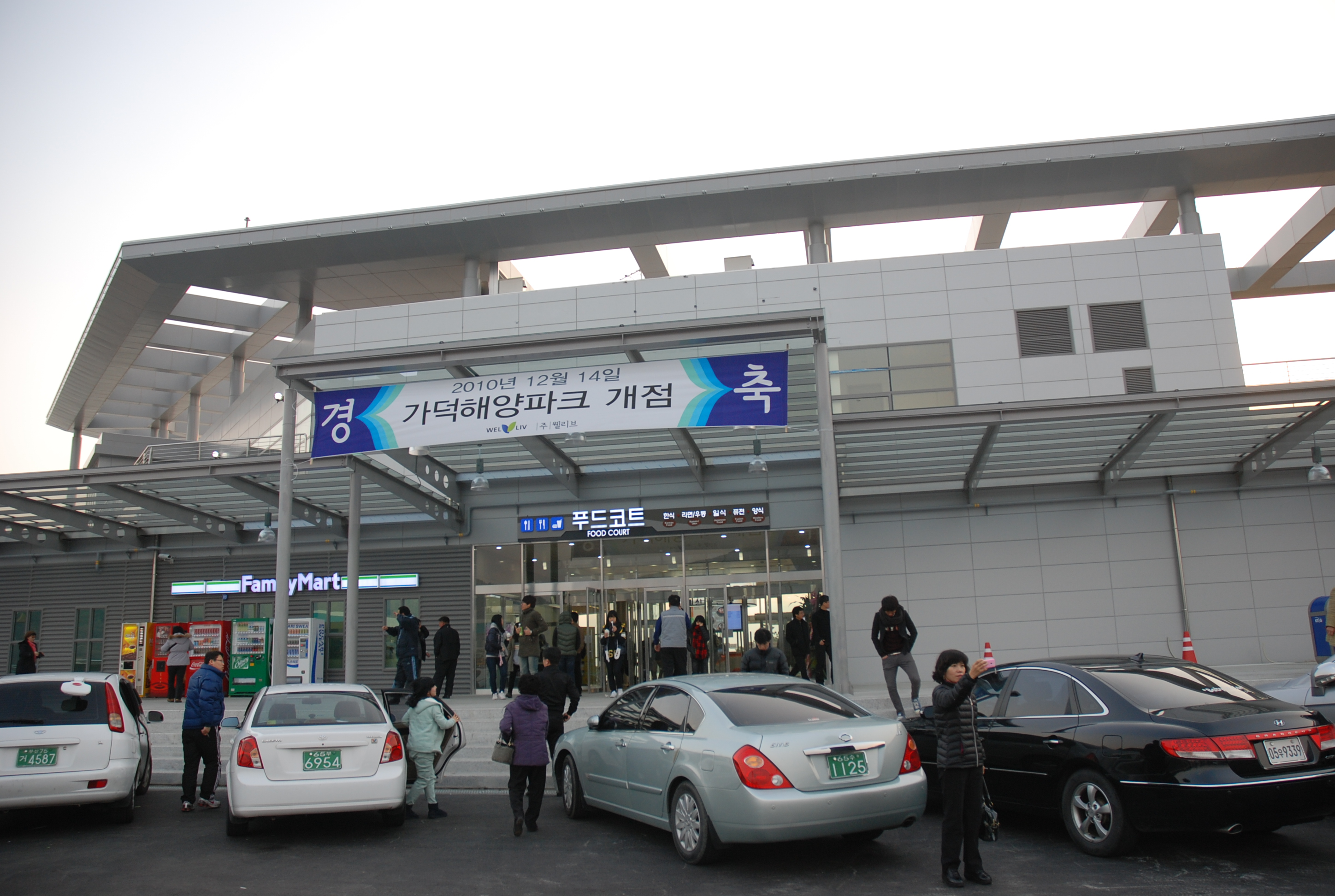
가덕해양파크
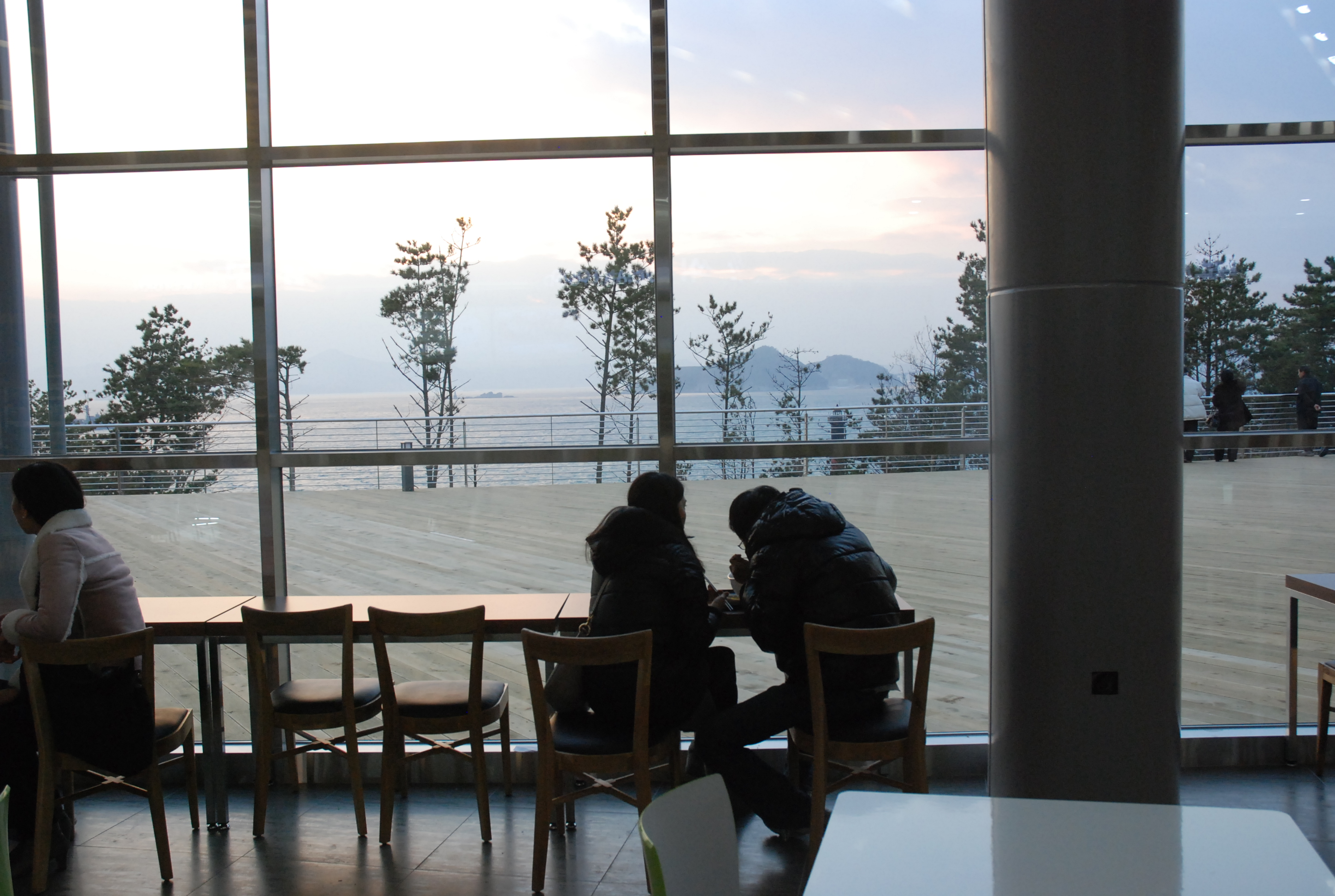
가덕해양파크, 창너머가 침매터널 부분이다.
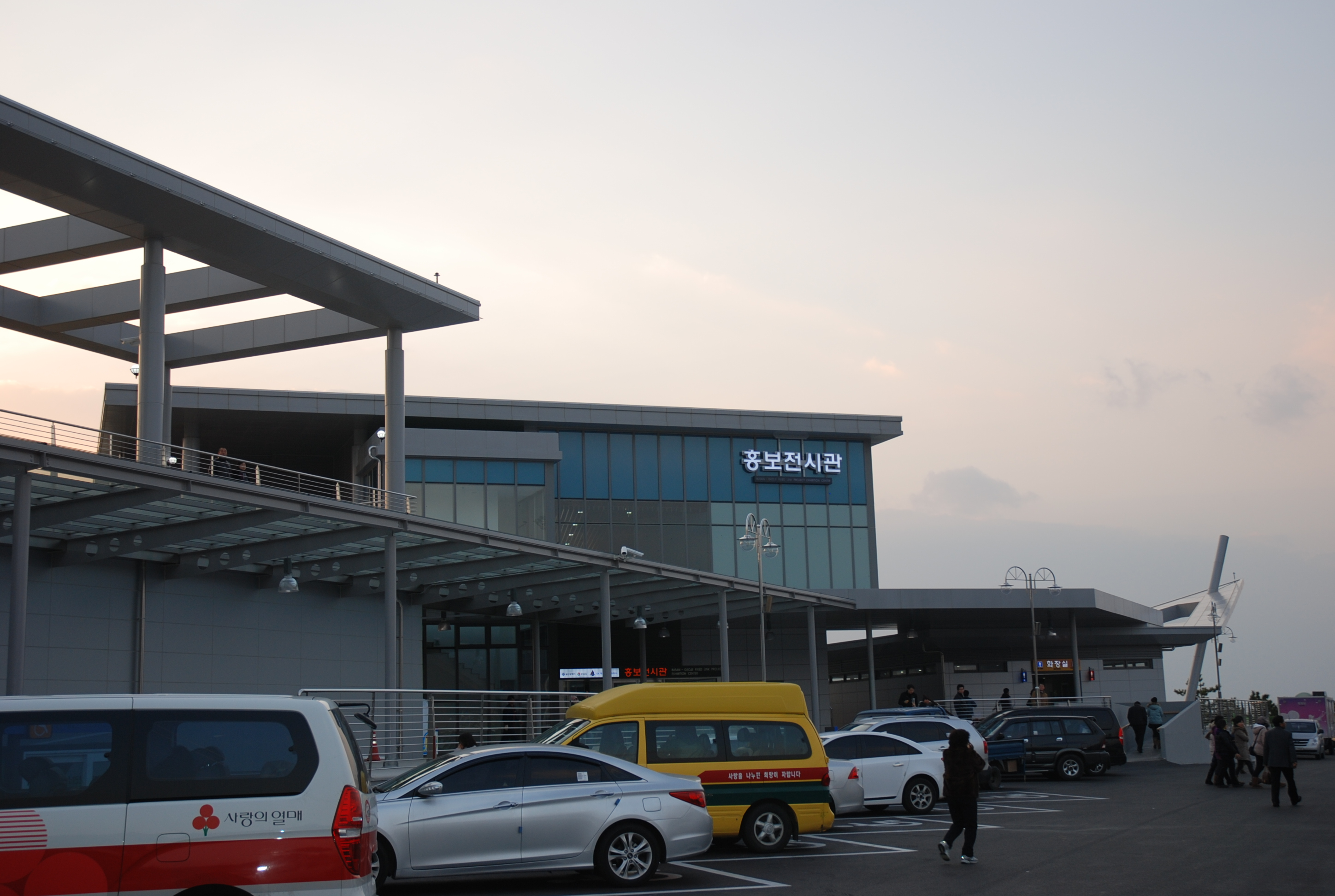
가덕해양파크 홍보관
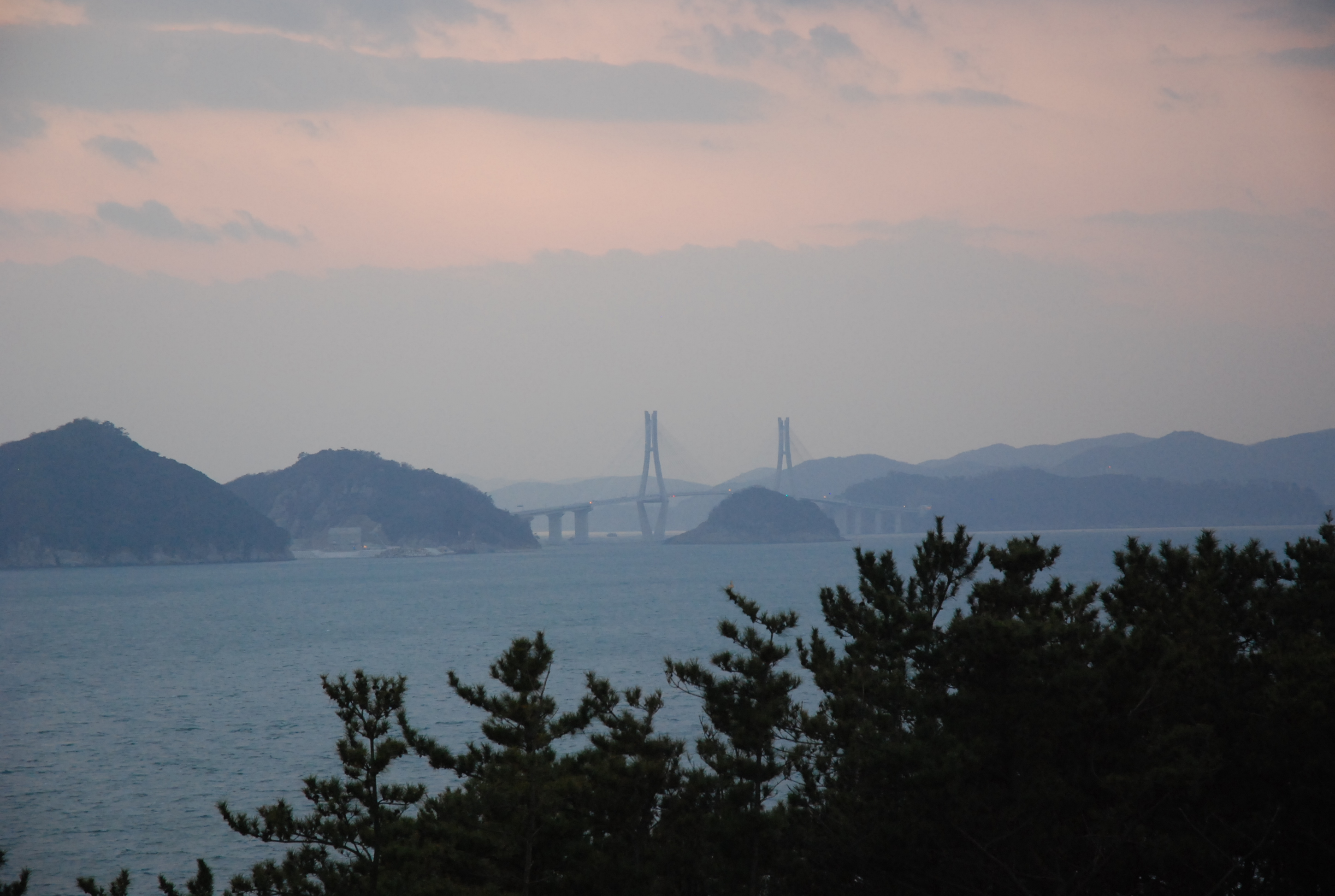
가덕해양파크, 바다 부분이 침매터널, 그 너머가 거가대교
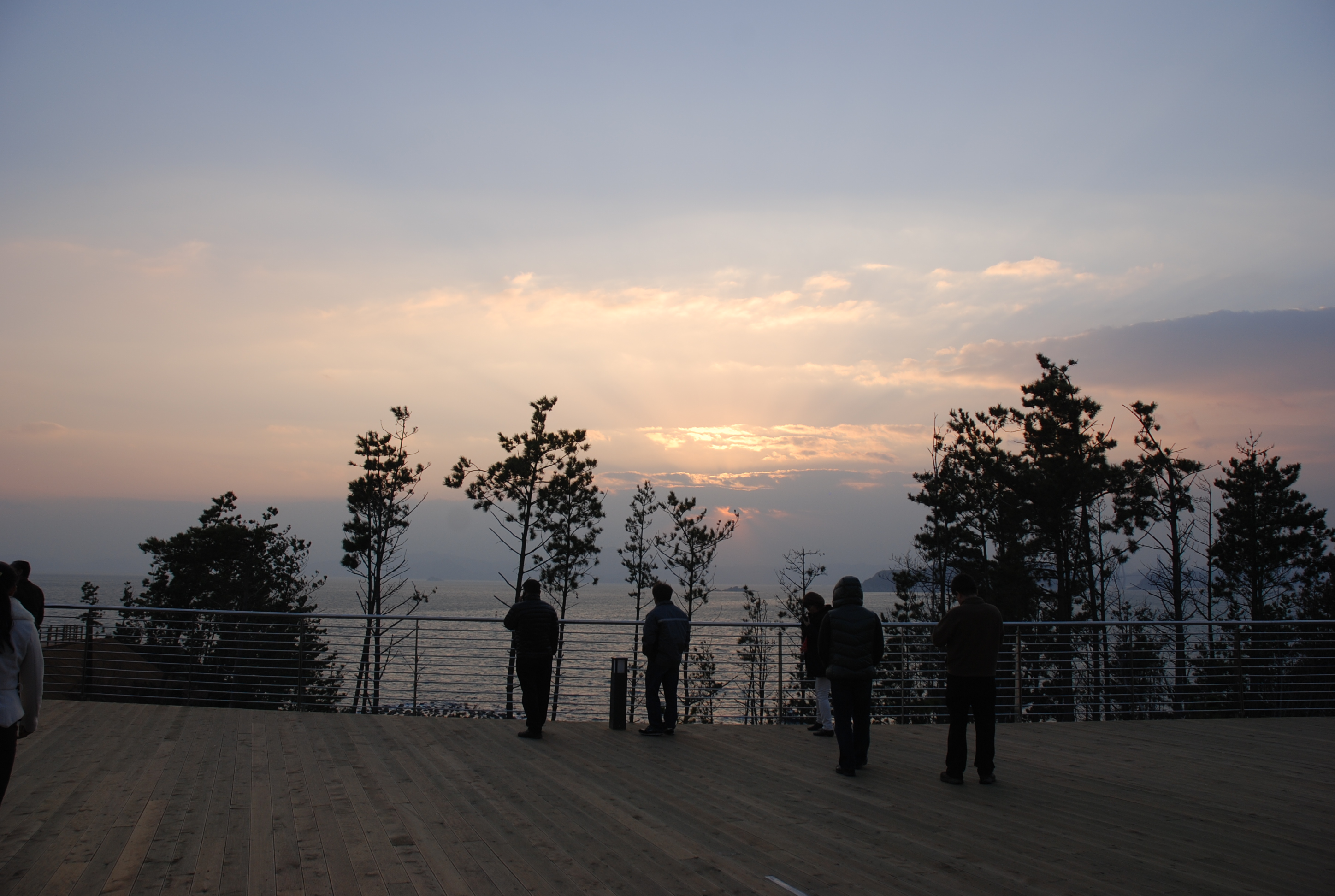
가덕해양파크